# Wakisaka Yasuori
Wakisaka Yasuori est un nom japonais traditionnel ; le nom de famille (ou le nom d'école), Wakisaka, précède donc le prénom (ou le nom d'artiste).
Wakisaka Yasuori (脇坂 安宅, 30 mars 1809-10 janvier 1874) est un daimyo de la fin de l'époque d'Edo qui dirige le domaine de Tatsuno.